# Breboia, Rahău
Breboia (în ucraineană Бребоя) este un sat în comuna Bogdan din raionul Rahău, regiunea Transcarpatia, Ucraina.

## Demografie
Componența lingvistică a localității Breboia
     Ucraineană (99,58%)
     Alte limbi (0,42%)
Conform recensământului din 2001, majoritatea populației localității Breboia era vorbitoare de ucraineană (99,58%), existând în minoritate și vorbitori de alte limbi.